# Amazo
 (juillet 2014).
Si vous disposez d'ouvrages ou d'articles de référence ou si vous connaissez des sites web de qualité traitant du thème abordé ici, merci de compléter l'article en donnant les références utiles à sa vérifiabilité et en les liant à la section « Notes et références ».
Amazo est un super-vilain de comics appartenant à l'univers de DC Comics. Il apparait pour la première fois dans le numéro 30 de The Brave and the Bold. Amazo possède des cellules spéciales créées par le professeur Ivo qui lui permettent de répliquer n'importe quel super-pouvoir.

## Biographie
L'androïde nommé Amazo a été construit par le professeur Ivo dans sa quête d’immortalité. Grâce à ses cellules, Amazo suit les ordres de son maître en dupliquant les pouvoirs des membres de la ligue de justice d'Amérique. Grâce à ces nouveaux pouvoirs, Ivo espère accéder à l’immortalité.
Malgré le fait qu'Amazo possède tous les pouvoirs de la Justice League, il ne parvient pas à les battre et se fait plonger dans un sommeil électronique. Au fil du temps, Amazo en est sorti plusieurs fois, ajoutant ainsi de nouveaux pouvoirs selon les membres se trouvant dans la Justice League. Il continue ainsi de suivre la volonté du professeur Ivo de détruire les plus grands super-héros.
Dans une bataille avec la Justice League, alors qu'il tente de tuer Lex Luthor, Amazo a fait face à l'ensemble des personnes composant la League, ceci incluant les réservistes. Le résultat fut une défaite d'Amazo, qui entretemps tripla ses pouvoirs. Le professeur Ivo échoua dans sa tentative de combiner Amazo et le corps de Red Tornado II pour faire une enveloppe indestructible pour Solomon Grundy. Ivo a aussi créé un fils pour Amazo, il vécut comme simple étudiant à l’université avant d'embrasser la carrière de son père sous l'identité kid Amazo.